# Baron Davis
Baron Walter Louis Davis (ur. 13 kwietnia 1979 w Compton) – amerykański koszykarz grający na pozycji rozgrywającego.

## Kariera sportowa
W 1997 wystąpił w meczu wschodzących gwiazd - Nike Hoop Summit oraz McDonald’s All-American.
Po dwóch latach gry na uczelni UCLA, Davis zgłosił się do draftu 1999, w którym został wybrany z 3. numerem przez Charlotte Hornets. W latach 2002 i 2004 został wybierany do Meczu Gwiazd NBA. W 2004 dostał się także do trzeciej piątki sezonu. W lutym 2005 został oddany w wymianie do Golden State Warriors, w zamian za Speedy'ego Claxtona i Dale'a Davisa. Po trzech latach w barwach Warriors, w lipcu 2008, jako wolny agent podpisał kontrakt z Los Angeles Clippers. W lutym 2011 został wytransferowany do Cleveland Cavaliers. Przed sezonem 2011/12 został zwolniony na zasadzie amnestii przez Cleveland Cavaliers, po czym podpisał jednoroczny kontrakt z New York Knicks. Po sezonie 2011/12 został niezastrzeżonym wolnym agentem.
3 marca 2016 podpisał kontrakt z klubem Delaware 87ers, grającym w lidze D-League. W pierwszym meczu w barwach 87ers zdobył 8 punktów i 4 asysty.
Był jedynym koszykarzem w historii ligi NBA grającym z numerem 85. 

## Osiągnięcia
Na podstawie, o ile nie zaznaczono inaczej.
NCAA
- Uczestnik: 
  - rozgrywek Sweet Sixteen turnieju NCAA (1998)
  - turnieju NCAA (1998, 1999[a])
- Najlepszy pierwszoroczny zawodnik Pac-10 (1998)[16]
- Zaliczony do:
  - I składu:
    - konferencji Pac 10 (1999)
    - Pac-10 All-Freshman (1998)
    - turnieju Great Alaska Shootout (1998)

  - III składu All-American (1999 przez AP)

NBA
- Zaliczony do III składu NBA (2004)
- Uczestnik:
  - meczu gwiazd NBA (2002[b], 2004)
  - Rising Stars Challenge (2001)
  - konkursu wsadów NBA (2001 – 3. miejsce)
- Lider NBA w przechwytach (2004, 2007)
- Zwycięzca konkursu Skills Challenge (2004)
- Lider play-off w średniej przechwytów (2001, 2002, 2007)[18]
- MVP:
  - miesiąca NBA (listopad 2003)
  - tygodnia NBA (26.11.2000, 2.11.2003, 3.04.2005, 10.04.2005, 05.12.2005, 20.01.2008)

Reprezentacja
- Mistrz Igrzysk Dobrej Woli (2001)[19]
- Uczestnik mistrzostw świata (2002 – 6. miejsce)